# Smetanovy sady (Karlovy Vary)
Smetanovy sady v Karlových Varech se nacházejí na severním okraji lázeňské části města mezi Alžbětinými lázněmi (Lázně V) a budovou hlavní pošty; ohraničeny jsou ulicemi T. G. Masaryka, Bulharskou a nábřežím Osvobození. Zakládány byly v letech 1905–1906.

## Historie
V osmdesátých letech 19. století byla v tehdejším parku Císaře Františka Josefa I. na severním okraji Karlových Varů zřízena městská školka na pěstování stromků.
V letech 1905–1906 zde nechalo město vystavět Alžbětiny lázně. V prostoru před průčelím budovy s nájezdy pro kočáry byl tehdy vybudován park v podobě zahrady ve francouzském stylu. V roce 1963 byl prostor před budovou doplněn o fontánu s plastikou dívky.

## Popis
Park nese jméno po českém skladateli Bedřichu Smetanovi. Rozprostírá se od budovy hlavní pošty na třídě T. G. Masaryka k budově Alžbětiných lázní, kam směřuje čtyřřadá alej tvarovaných lip (lípa velkolistá). Vedle budovy lázní je park ohraničen Bulharskou ulicí a nábřežím Osvobození.

### Zajímavost – květinové datum
Na začátku parku (od budovy hlavní pošty) je umístěn charakteristický květinový záhon, na němž je každé ráno vytvářeno z květin aktuální datum. O aktualizaci data, jakož i veškerou údržbu parku se stará příspěvková organizace Správa lázeňských parků.

### Stavby v parku
- Alžbětiny lázně, též známy pod názvem Lázně V – jsou jedním z původně šesti veřejných balneoprovozů, výstavba v letech 1905–1906. Byly pojmenovány po císařovně Alžbětě Bavorské (Sissi); jsou považovány za architektonickou dominantu a nabízejí široké spektrum léčebných procedur.[3]
- Jezírko s fontánou z roku 1963.[1]

### Sochařská výzdoba v parku
- Akt dívky u fontány – rok 1963, autor Břetislav Benda.[1]
- Býval zde pomník rudoarmějce – socha z roku 1951[4], podle jiného zdroje 1952[5], autor Alois Sopr. Socha ve stylu socialistického realismu stála na začátku parku (ve směru od hlavní pošty), v sedmdesátých letech 20. století byla stržena a nahrazena replikou, která ke konci osmdesátých let 20. století byla bez podstavce přemístěna na hřbitov v Drahovicích k pomníkům padlých ruských vojáků. Dílo bylo chráněno jako kulturní památka od 3. 5. 1958 do 17. 4. 1997.[5]

## Naučná stezka lázeňskými parky
Parkem prochází naučná dendrologická stezka. 